# Профессионализмы
Профессионали́змы — слова или выражения, свойственные речи той или иной профессиональной группы. В отличие от терминов профессионализмы выступают обычно как просторечные эквиваленты соответствующих по значению терминов: опечатка в речи газетчиков — ляп; руль в речи шофёров — баранка; синхрофазотрон в речи физиков — кастрюля и т. п. Термины являются узаконенными названиями каких-либо специальных понятий, профессионализмы употребляются как их неофициальные заменители лишь в ограниченной специальной тематикой речи лиц, связанных по профессии. Часто профессионализмы имеют локальный, местный характер. Существует, однако, и точка зрения, согласно которой профессионализм есть синоним понятия «термин». По мнению некоторых исследователей, профессионализм — «полуофициальное» название ограниченного в употреблении понятия — лексика охотников, рыболовов и др.
По происхождению профессионализм, как правило, результат метафорического переноса значений слов бытовой лексики на терминологические понятия: по сходству, например, формы детали и бытовой реалии, характера производственного процесса и общеизвестного действия или, наконец, по эмоциональной ассоциации.
Профессионализмы всегда экспрессивны и противопоставляются точности и стилистической нейтральности терминов. Не следует, однако, смешивать их с терминами по происхождению экспрессивными, например: грязный котёл — в производстве сахара (пищевая промышленность); подобный термин является единственным вариантом для определения понятия, а профессионализм всегда синоним, заменитель основного обозначения.
Профессионализмы сходны с жаргонизмами и словами просторечной лексики по сниженной, грубой экспрессии, а также тем, что они, как и жаргоны и просторечие, — не самостоятельная языковая подсистема со своими грамматическими особенностями, а некий лексический комплекс, сравнительно ограниченный в количественном отношении.
Вследствие свойственной профессионализмам экспрессивности они относительно легко переходят в просторечие, а также в разговорную речь литературного языка, например: накладка — «ошибка» (из актёрской речи), дворник — «стеклоочиститель автомашины» (из речи автомобилистов).
Как и термины, профессионализмы используются в языке художественной литературы в качестве изобразительного средства.